# 灌河特大桥

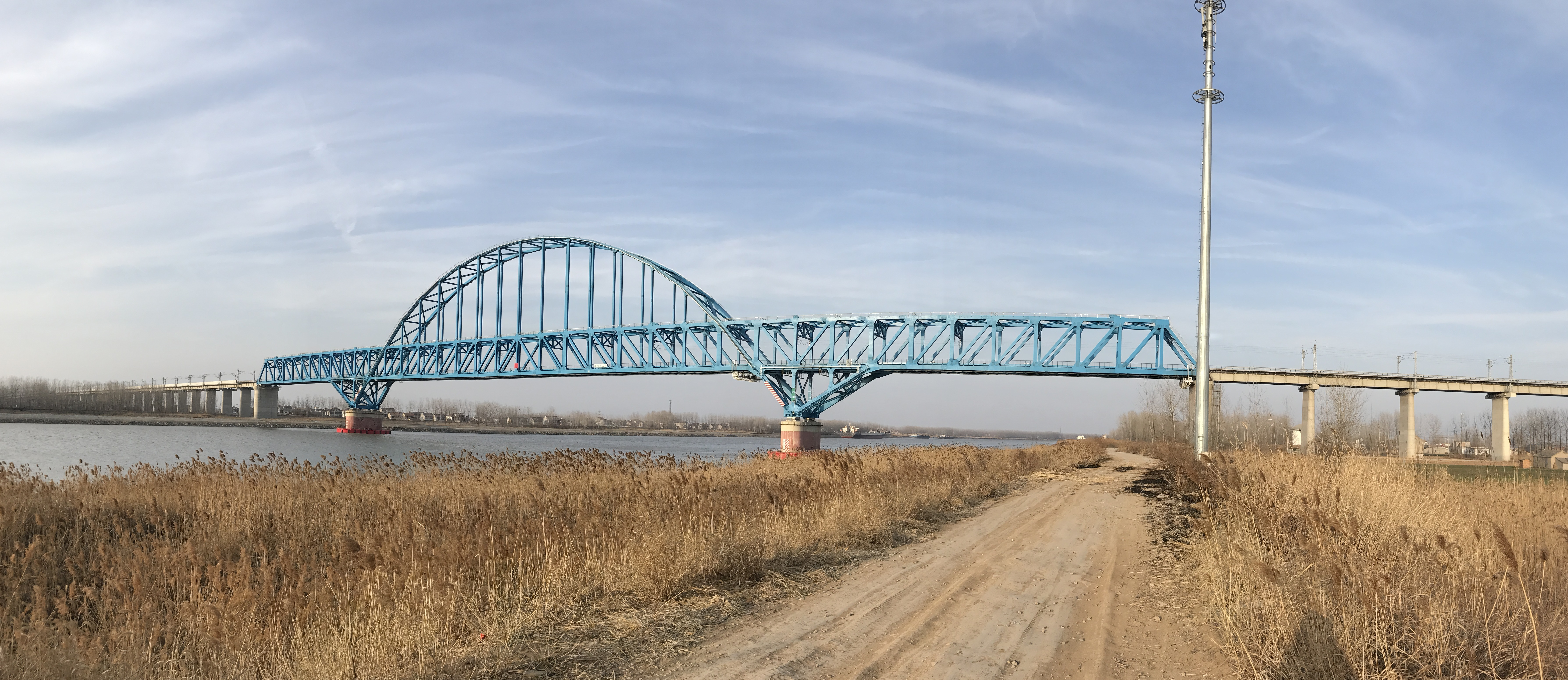
灌河特大桥的正面

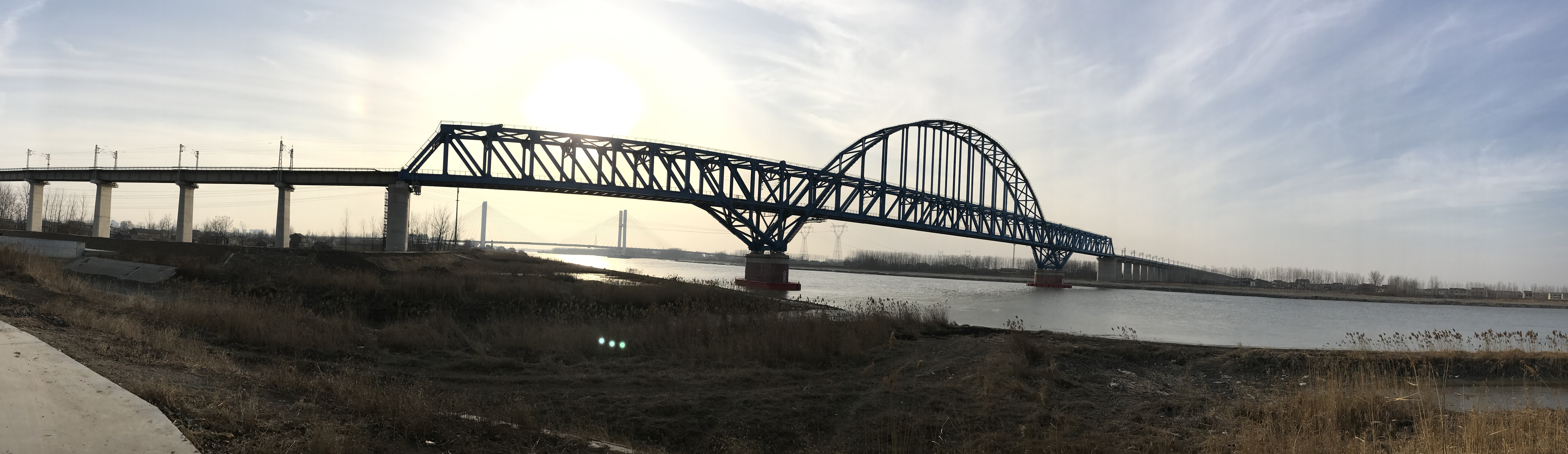
灌河特大桥背面。
后方隐约可见G15灌河大桥

灌河特大桥是青盐铁路中的一座特大桥。

## 地位
- 青盐铁路全线跨度最大的特大桥[1]。
- 中国跨度第二大的刚桁梁柔性拱桥[2]（第一为沪通长江大桥天生港专用航道桥，跨径336米[3]）
- 中国第二座采用“悬臂拼装+吊索塔架辅助施工”的连续钢桁梁柔性拱组合结构铁路桥梁，其中由中铁第五勘察设计院设计的“加劲腿钢桁梁柔性拱”为全国首次采用。[4]

## 历史
2016年5月31日上午10时35分，主桥正式合龙。
2018年2月，主体工程基本竣工。